# San José Acatempa

San José Acatempa é uma cidade da Guatemala do departamento de Jutiapa.